# پروپوکسور
پروپوکسور (به انگلیسی: Propoxur) یک ترکیب شیمیایی با شناسه پاب‌کم ۴۹۴۴ است. که جرم مولی آن ۲۰۹٫۲۴۲ g/mol می‌باشد. 